# Atrybuty świętych

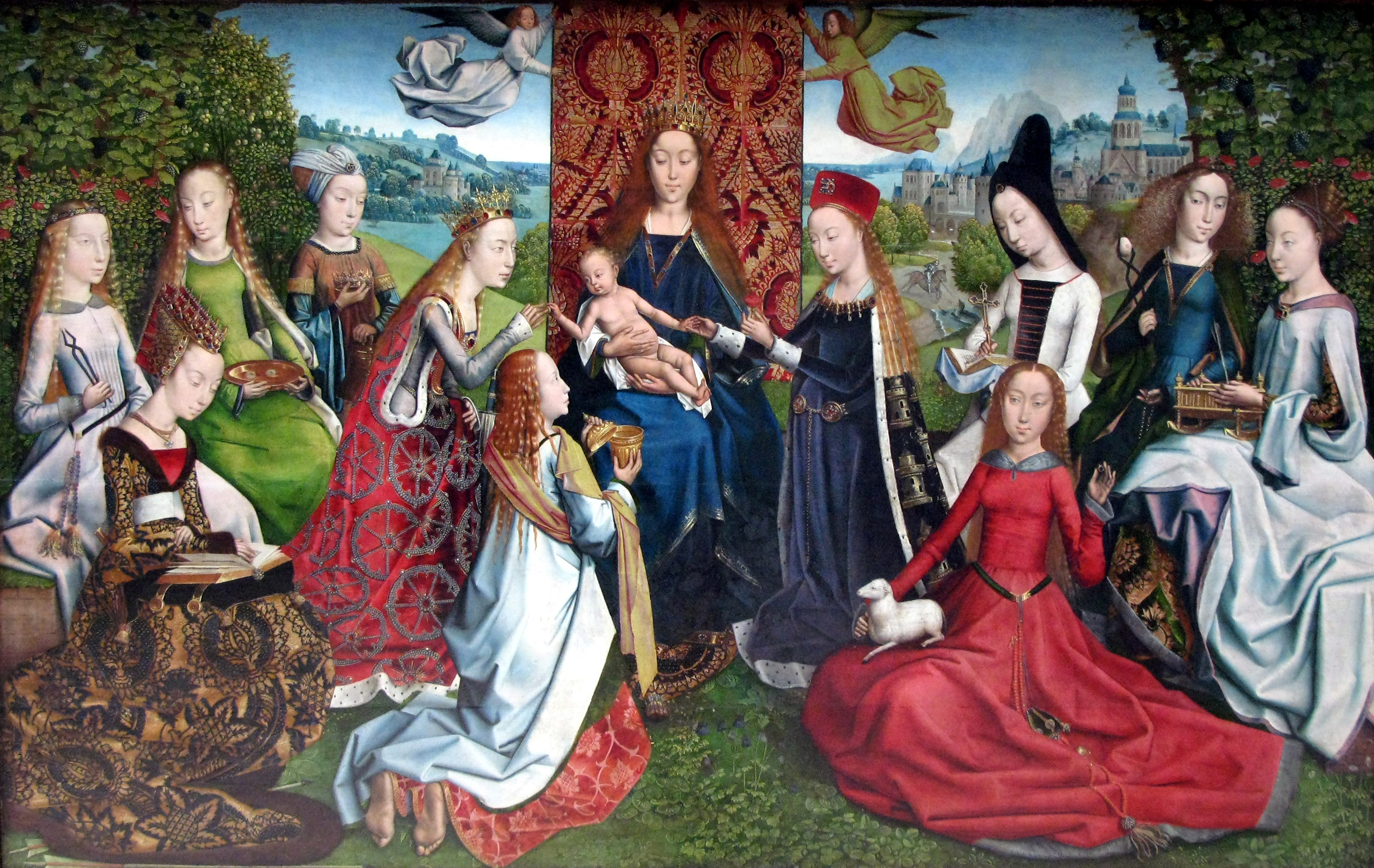
XV-wieczny obraz Virgo inter Virgines. Dzięki atrybutom rozpoznawalne są m.in. święte Agnieszka, Łucja z Syrakuz, Barbara, Urszula z Kolonii, Apolonia i Katarzyna Aleksandryjska.

Atrybuty świętych – w sztuce chrześcijańskiej przedmioty lub symbole, które czynią określonego świętego łatwiej rozpoznawalnym. Często atrybut świętego nawiązuje do jego życia, męczeństwa lub legendy.
Pozwalające zidentyfikować postać świętego atrybuty jako elementy jego przedstawienia wizerunku znamy już z antyku. W chrześcijańskiej kulturze zaczęły się rozpowszechniać w V wieku, początkowo używano ich w odniesieniu do wizerunków apostołów i ewangelistów, później rozpowszechniły się w użyciu także na wizerunkach innych świętych. W następnych wiekach znaczenie i rola atrybutów świętych jako nośnika treści dydaktycznych rosły aby ugruntować się w wiekach średnich do czego przyczyniał się literatura hagiograficzna. Dalszy rozwój symboliki hagiograficznej nastąpił w czasach nowożytnych.
Współcześnie święci i błogosławieni uwiecznieni na fotografiach są pozbawieni atrybutów.
Poniższe zestawienie dotyczy głównie wizerunków świętych wykonanych na Zachodzie. Twórcy wschodnich ikon często stosowali odmienną symbolikę.

## Atrybuty wspólne
- berło – książęta i królowie
- czaszka – asceci, pokutnicy
- kielich – księża
- księga – święci ogólnie
- lilie – dziewice

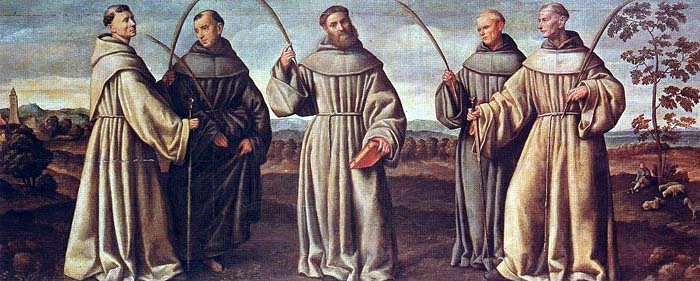
Franciszkańscy męczennicy marokańscy z palmami

- makieta kościoła – fundator lub założyciel kościołów lub klasztorów
- mitra/infuła – biskupi
- palma – męczennicy
- pastorał – biskupi oraz opaci i ksienie
- pióro do pisania – Ewangeliści, Ojcowie Kościoła, doktorzy Kościoła i pisarze chrześcijańscy
- skrzydła – aniołowie
- tiara – papieże
- zwój – prorocy Starego Testamentu

## Atrybuty indywidualne

### Indeks
A – B – C – D – E – F – G – H – I – J – K – L – Ł – M – N – O – P – R – S – Ś – T – U – W – Z – Ż – Ź – Zobacz też

### A
- ampułki z krwią – January
- anioł – Bonawentura, Franciszka Rzymianka, przypisywany w niektórych publikacjach Mateuszowi Ewangeliście[a], Roch
  - dwa anioły – Judyta z Disibodenbergu
- armata – Barbara

### B

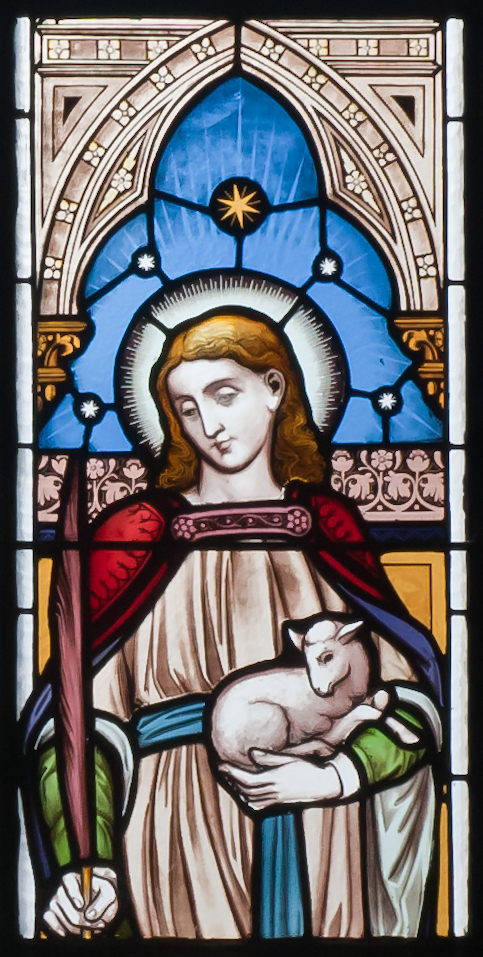
Św. Agnieszka z barankiem

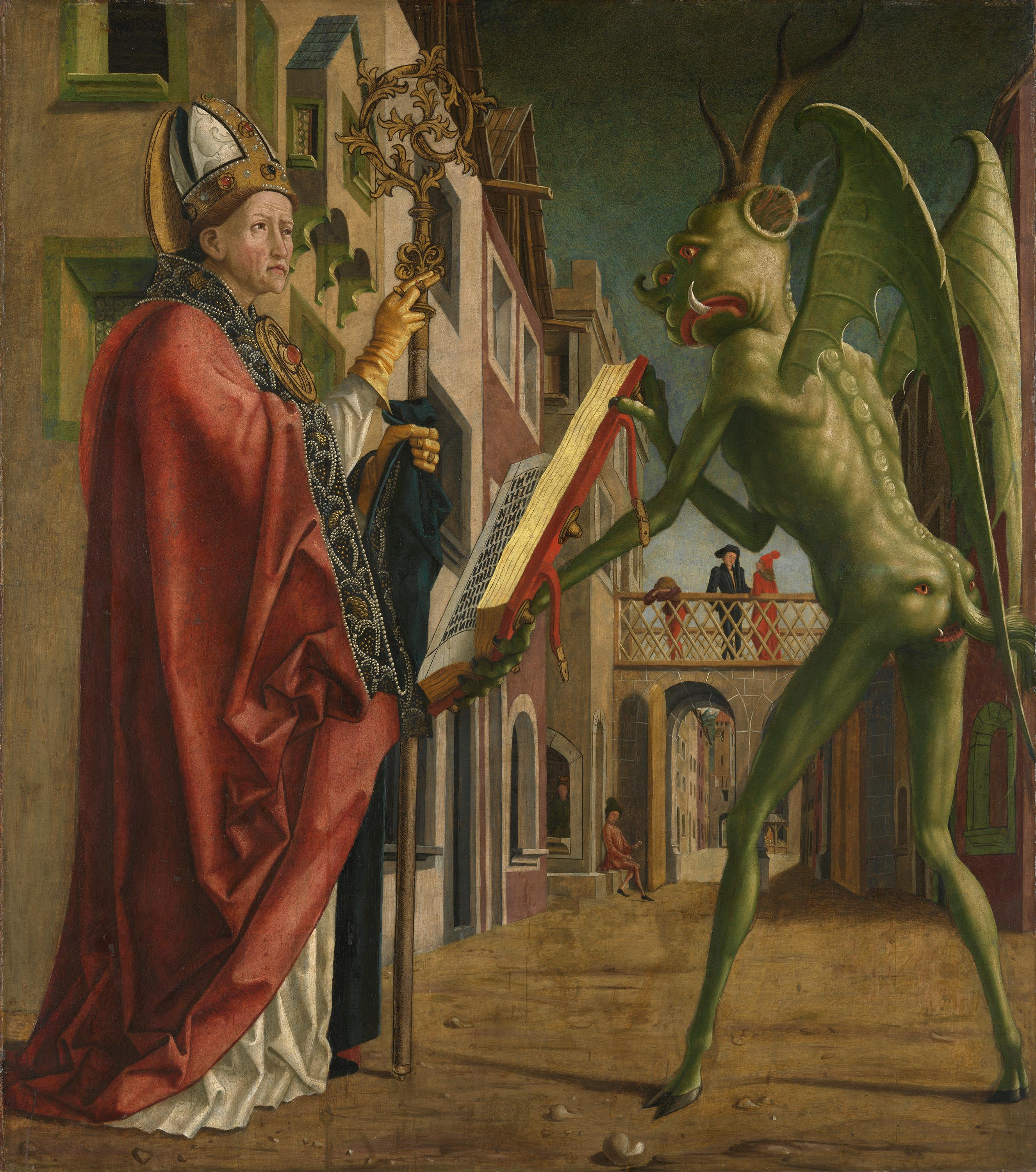
Św. Augustyn lub św. Wolfgang z diabłem

- baranek – Agnieszka Rzymianka, Jan Chrzciciel
- bat – Ambroży z Mediolanu
- beczka – Wilibrord, Otmar (opat z Sankt Gallen)
- biret – Jan Kanty, Jan Nepomucen
- długa broda – Onufry
- buty – Kryspin i Kryspinian
- byk – Saturnin z Tuluzy, Sylwester I, zobacz też: wół, krowa

### C
- chleb – Elżbieta Węgierska, Werena z Zurzach
  - trzy chleby – Maria Egipcjanka, Zyta z Lukki
  - kosz z pieczywem – Franciszka Rzymianka, Mikołaj z Tolentino
- chusta – Weronika, Karolina Kózka
- czaszka – Bruno Kartuz, Franciszek z Asyżu, Hieronim, Maria Egipcjanka, Maria Magdalena, Rozalia z Palermo
- człowiek – Marek Ewangelista[3]
  - człowiek lub uskrzydlona postać ludzka[b] – Mateusz Ewangelista[4][5]
  - chory człowiek – Jan Boży

### D
- dalmatyka – Szczepan, Wawrzyniec z Rzymu, Wincenty z Saragossy
- diabeł – Antoni Opat, Antoni Padewski, Bernard z Clairvaux, Genowefa z Paryża, Michał Archanioł, Prokop z Sazawy, Wolfgang z Ratyzbony, zobacz też: smok
- drabina – Aleksy
  - drabina z mnichami – Romuald
- dzban – Marcin z Tours, Elżbieta Węgierska, Werena z Zurzach
- dzida, dzidy – Benigny z Dijon
- dziecko lub młodzieniec – Rafał Archanioł
  - dziecko z epilepsją – Walenty
  - dziecko z muszlą – Augustyn z Hippony
  - dziecko, dzieci – Wincenty à Paulo
  - dzieci/uczniowie – Józef Kalasanty
  - Dzieciątko Jezus – Antoni Padewski, Józef z Nazaretu, Krzysztof, Łucja z Narni, Maria z Nazaretu, Róża z Limy, Stanisław Kostka
- dziewczęta – Urszula z Kolonii
  - trzy małe dziewczynki – Zofia, Mikołaj z Miry
- dzwon – Paulin z Noli, Piotr od św. Józefa de Betancur

### E
- ekierka/kątownik – Tomasz Apostoł
- epileptyk – Walenty

### F
- fontanna – Maria z Nazaretu
  - fontanna lub chrzcielnica – Klotylda

### G
- garnek – Marta z Betanii
- gęś – Marcin z Tours
  - dzikie gęsi – Ludger
- głowa
  - głowy Maurów – Jakub Starszy

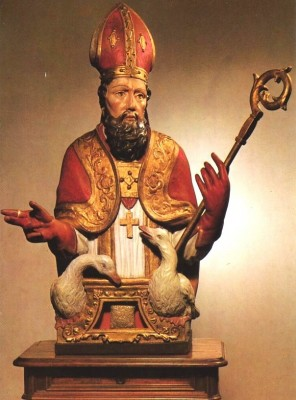
Św. Ludger z gęśmi

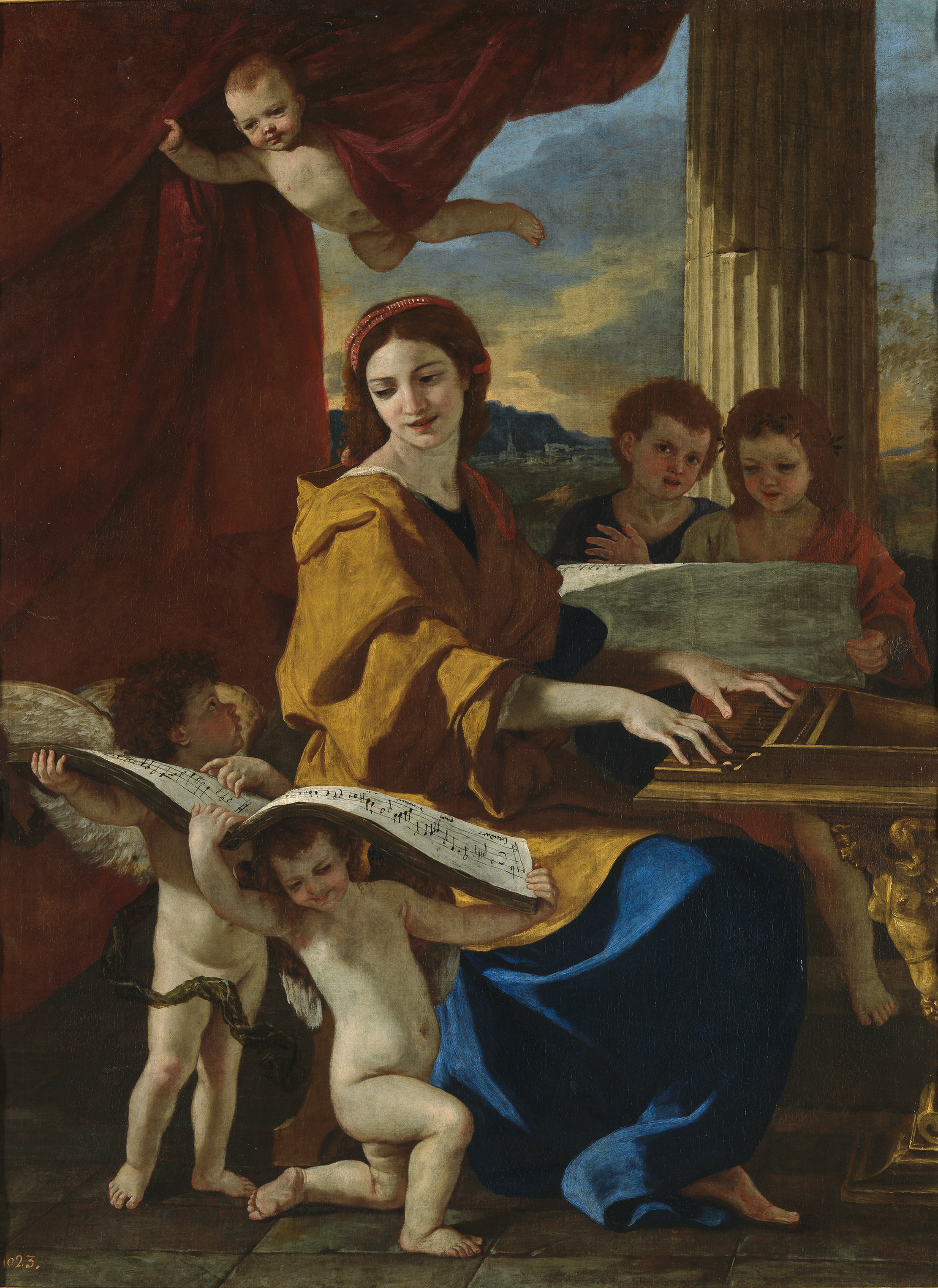
św. Cecylia – zawsze przedstawiana z jakimś instrumentem muzycznym

  - głowa w ręku (kefaloforia) – Dionizy, Emidiusz, Feliks i Regula, Solangia, Waleria z Limoges, Nikazy z Reims
  - głowa na tacy – Jan Chrzciciel
  - głowa pod pachą – Ursus i Wiktor
  - ogolona głowa – Tacjana z Rzymu
- gołąb
  - gołębica (biała) – Dawid z Menevii, Eulalia z Méridy, Grzegorz Wielki, Kolumban Młodszy, Scholastyka, Tomasz z Akwinu
  - gołąb na ramieniu – Fintan z Rheinau
  - gołębica przy uchu – Augustyn z Hippony
  - gołębie – Kolumban z Iony
- grota – Rozalia z Palermo
- grób – Łazarz z Betanii
- grzebień
  - podwójny grzebień koptyjski – Werena z Zurzach
- gwiazda – Dominik Guzmán, Tomasz z Akwinu
  - gwiazda/słońce na piersi – Mikołaj z Tolentino
  - siedem gwiazd – Bruno Kartuz
- gwoździe – Helena, Pantaleon

### H
- habit
  - czarny – Andrzej Bobola, Franciszek Ksawery, Fintan z Rheinau
  - brązowy – Antoni Padewski, Bernardyn ze Sieny, Franciszek z Asyżu, Jan od Krzyża
  - biały – Bernard z Clairvaux, Bruno Kartuz, Romuald
  - biały z czarnym płaszczem – Albert Wielki, Róża z Limy, Tomasz z Akwinu
- halabarda – Juda Tadeusz
- hostia – Tarsycjusz

### I
- Ichthys → ryba
- instrument muzyczny – Cecylia
- IHS – Bernardyn ze Sieny, Ignacy Loyola

### J
- jabłko królewskie – Ludwik

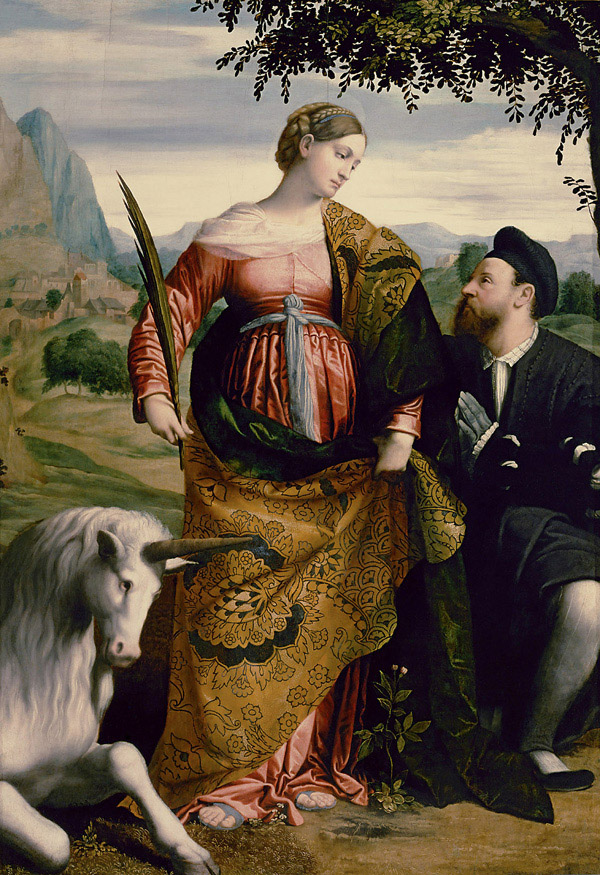
Św. Justyna z jednorożcem

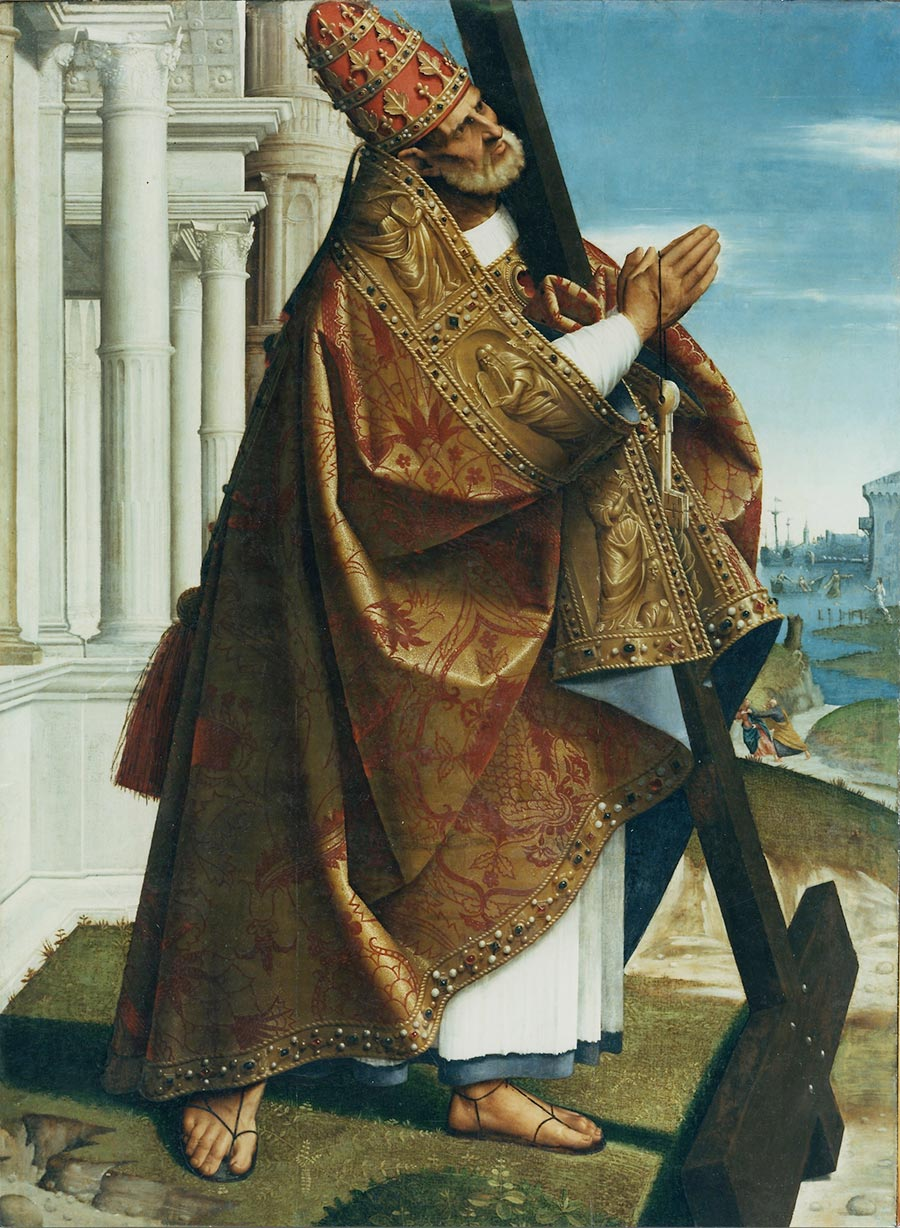
Św. Piotr z odwróconym krzyżem

Krzyż św. Brygidy

- jednorożec – Justyna z Padwy, Maria z Nazaretu
- jeleń – Julian Szpitalnik
  - jeleń z krucyfiksem – Eustachy, Hubert, zobacz też: łania
- jelita – Erazm z Formii (Elmo)

### K
- kajdany – Leonard z Limoges
- kamień, kamienie – Szczepan

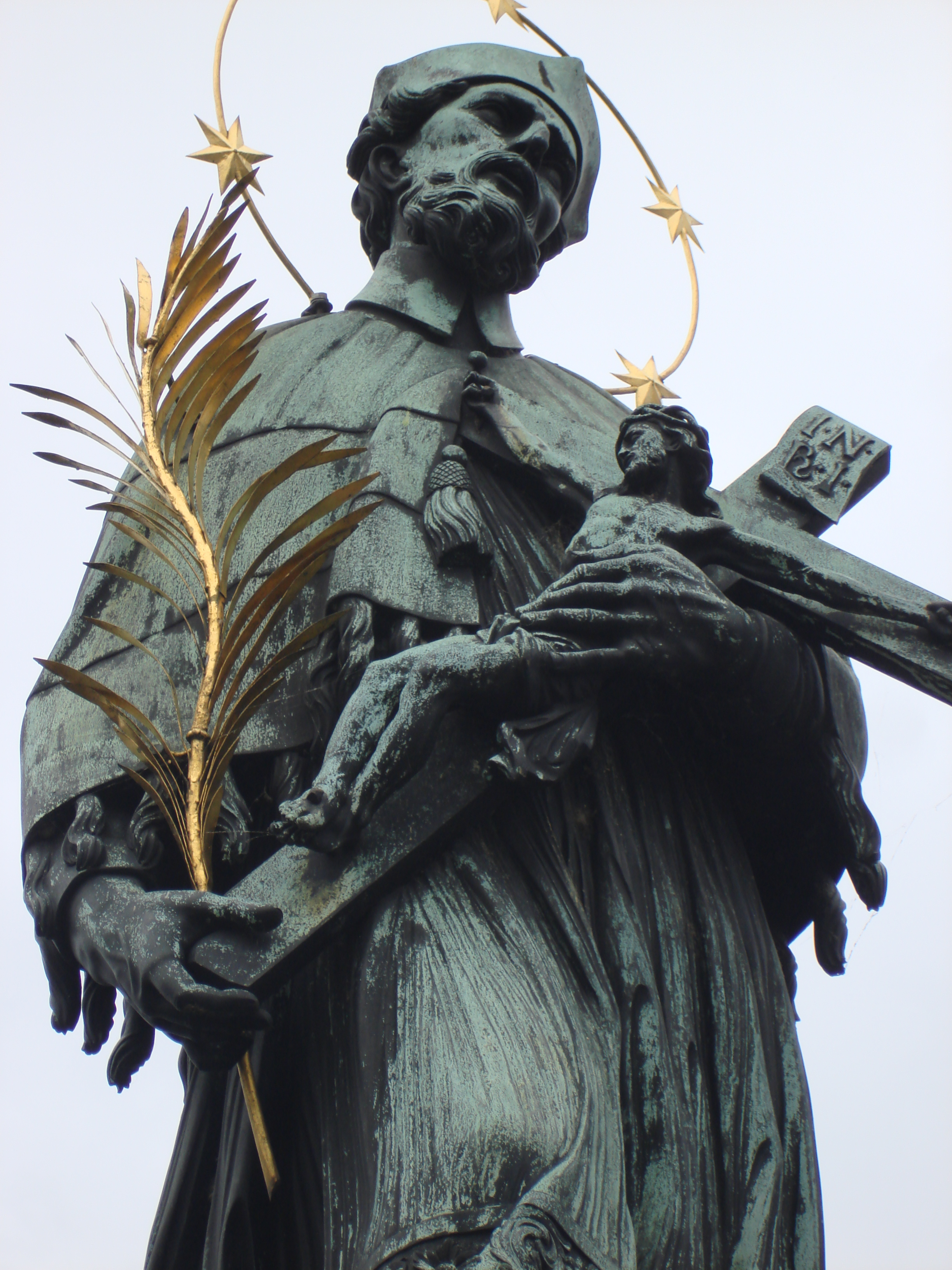
Św. Jan Nepomucen z krucyfiksem, z palmą, w komży i birecie

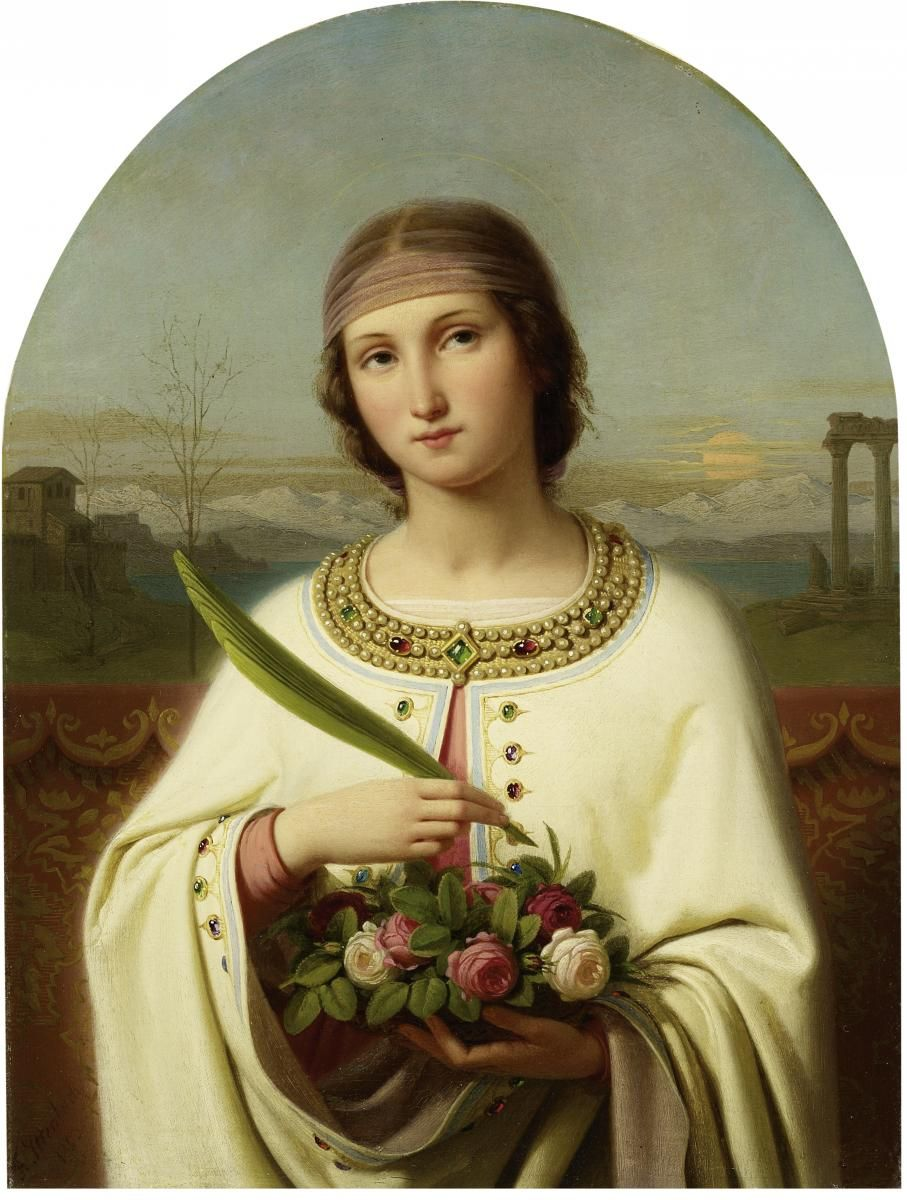
Św. Dorota z kwiatami

  - kamień młyński – Florian, Krystyna z Bolseny, Wincenty z Saragossy
- kapelusz kardynalski u stóp – Bonawentura, Hieronim ze Strydonu
  - kapelusz z muszlą – Jakub Starszy
- kaptur – Franciszek z Paoli
- kielich – Cyryl i Metody, Norbert
  - kielich z hostią – Barbara
  - kielich z wężem/kielich z trucizną – Benedykt z Nursji, Jan Ewangelista
  - kielich z pająkiem – Konrad z Konstancji
  - rozbity kielich – Donat (biskup Fiesole)
- kij – Andrzej Bobola, Jakub Starszy
- kleszcze z wyrwanym zębem – Apolonia z Aleksandrii
- klucz(e) – Piotr Apostoł, Rajmund z Penyafortu, Zyta z Lukki, Benon z Miśni
- kocioł – Wit
- kogut – Piotr Apostoł
  - biały kogut – Wit
- koło – Katarzyna Aleksandryjska
- komża – Alojzy Gonzaga, Jan Nepomucen
- koniczyna – Patryk
- koń – Eligiusz, Jerzy, Marcin z Tours, Paweł Apostoł, Wacław,
- kopyto końskie – Eligiusz
- korba/kołowrót – Erazm z Formii (Elmo)
- korona książęca – Kazimierz
- korona u stóp – Brygida Szwedzka
- trzy lub dwie korony – Zofia
  - korona cierniowa – Achacjusz z Melitene starszy, Ludwik, Róża z Limy, Katarzyna ze Sieny
  - korona z kwiatów – Cecylia
- kot – Marcin de Porrès
- kotwica – Klemens Rzymski, Mikołaj z Miry
- kowadło – Eligiusz
- krab – Franciszek Ksawery
- krata – Wawrzyniec z Rzymu
- krowa – Brygida z Kildare, zobacz też: byk
- kruk – Ekspedyt
  - kruk z chlebem z dziobie – Paweł Pustelnik
  - kruk z zatrutym chlebem – Benedykt z Nursji
- krzyż:
  - łaciński – Filip Apostoł, Jan Chrzciciel, Małgorzata Antiocheńska
    - łaciński z napisem HODIE – Ekspedyt
    - krucyfiks – Alojzy Gonzaga, Bonawentura, Bruno Kartuz, Franciszek z Asyżu, Jan od Krzyża, Jan Nepomucen, Katarzyna ze Sieny, Mikołaj z Tolentino, Monika, Józef Anchieta

  - łaciński odwrócony – Piotr Apostoł
  - patriarchalny/papieski – Klemens Rzymski, Sylwester I
  - tau – Antoni Pustelnik, Franciszek z Paoli
  - skośny – Andrzej Apostoł, Wincenty z Saragossy
  - świętego Jerzego – Jerzy
  - świętej Brygidy – Brygida z Kildare
- książka/księga – Święty Marcin z Tours, Zyta z Lukki, Fintan z Rheinau, Józef Anchieta
  - księga otwarta – Brygida Szwedzka, Iwo z Bretanii
- trzy złote kule – Mikołaj z Miry
- kule rehabilitacyjne – Maur
- kubek – Werena z Zurzach
- kwiaty – Dorota, Elżbieta Węgierska

### L

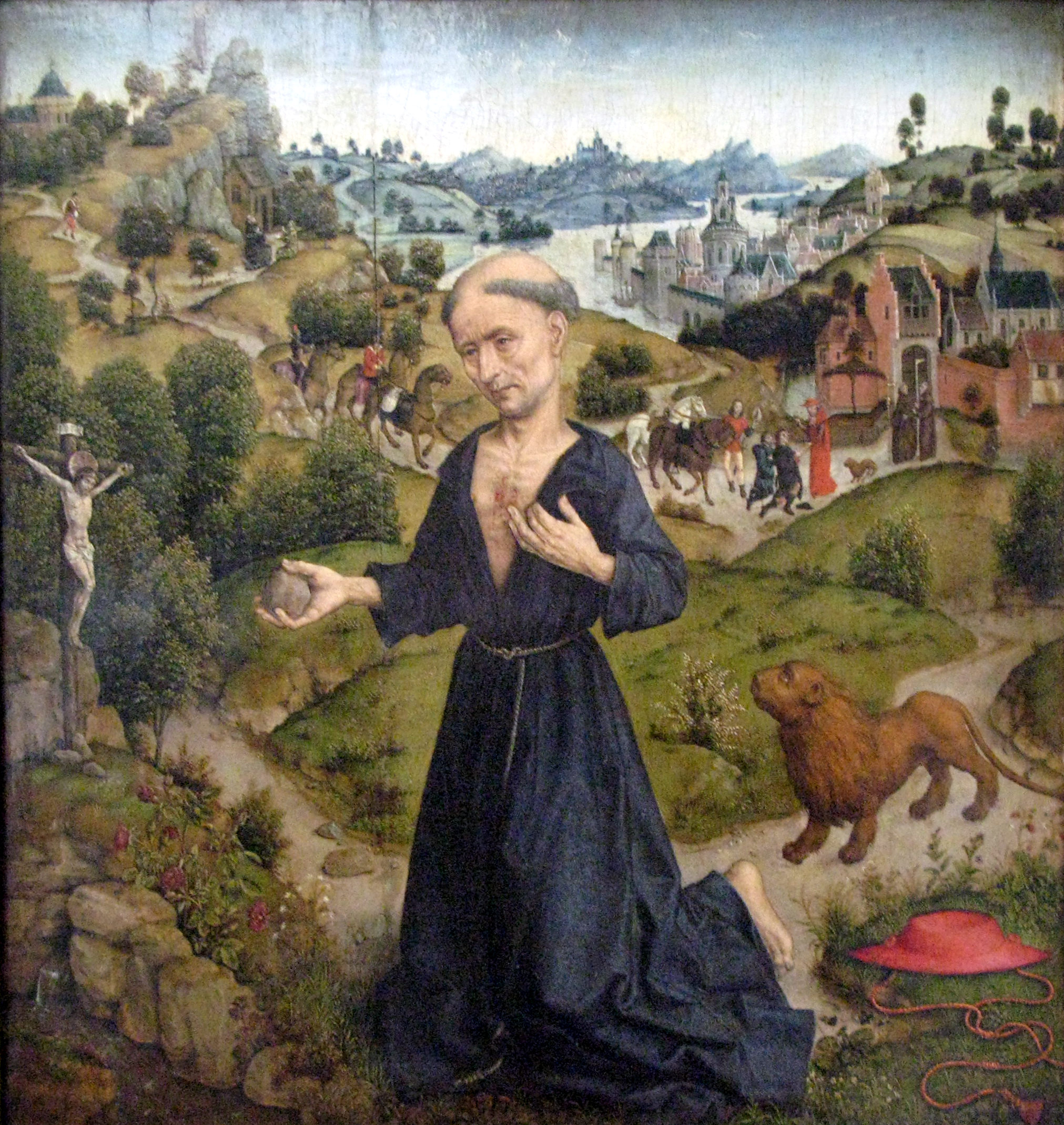
Św. Hieronim z lwem

- lampa (olejna) – Klara z Asyżu, Łucja z Syrakuz, Judyta z Disibodenbergu, Nonnos z Monte Soracte
- lilia, lilie – Alojzy Gonzaga, Archanioł Gabriel, Józef z Nazaretu, Katarzyna ze Sieny, Kazimierz, Klara z Asyżu, Maria Goretti, Wirgiliusz z Salzburga
- lew – Hieronim, Marek Ewangelista, Tacjana z Rzymu
  - lwy – Eufemia z Chalcedonu, Ignacy Antiocheński
- laska – Józef Anchieta

### Ł
- łania – Idzi, zobacz też: jeleń
- łańcuch – Leonard z Limoges
- łódź – Mikołaj z Miry, Piotr Apostoł

### M
- maczuga/pałka – Jakub Młodszy, Juda Tadeusz
- mała Maryja – Anna, Joachim
- Maria z dzieciątkiem – Jacek Odrowąż
- miecz – Arkadiusz z Mauretanii, Barbara z Nikomedii, Izydor z Sewilli, Jakub Starszy, Jerzy, Julian Szpitalnik, Katarzyna Aleksandryjska, Łucja z Syrakuz, Mateusz Ewangelista, Michał Archanioł, Pankracy, Paweł Apostoł, Tomasz Becket, Ursus i Wiktor
- mitra/infuła – Ambroży z Mediolanu
- młotek – Józef z Nazaretu
- monstrancja – Klara z Asyżu, Tomasz z Akwinu
- muszla – Jakub Starszy
- myszy/szczury – Gertruda z Nivelles, Marcin de Porrès

### N
- naczynie

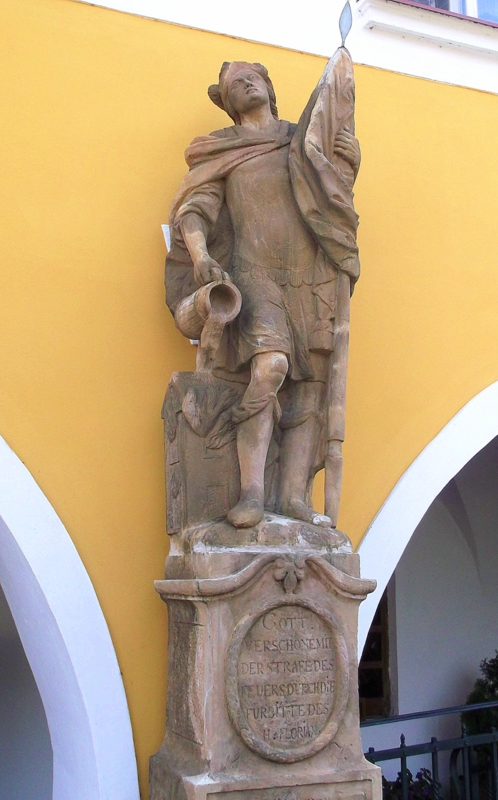
Święty Florian z chorągwią i z naczyniem z wodą

  - naczynie z perfumami – Maria Magdalena
  - naczynie z wodą – Florian
  - naczynia gliniane – Rufina i Justa
- narzędzia stolarskie – Józef z Nazaretu
- niedźwiedź – Korbinian, Lucjusz z Chur
- nóż – Bartłomiej Apostoł

### O

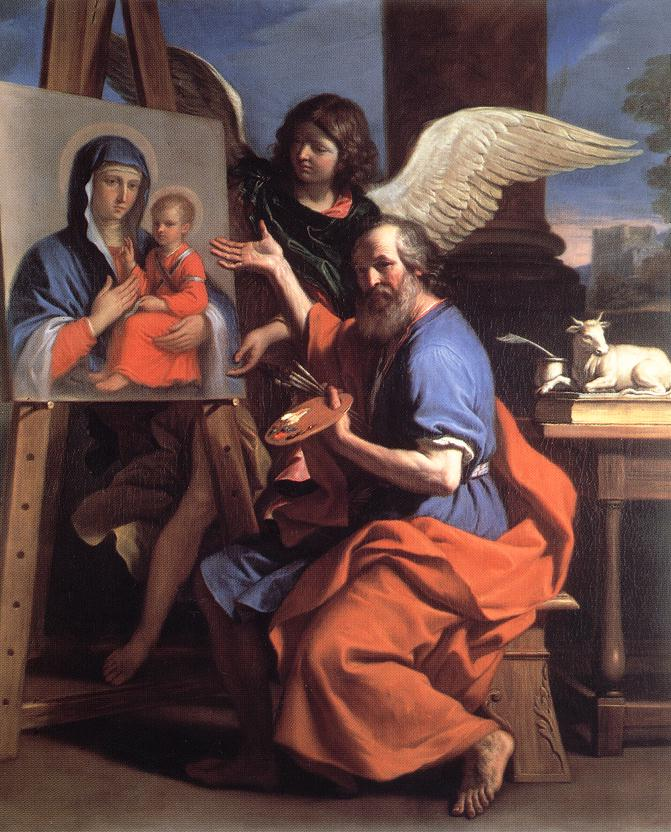
Św. Łukasz z ikoną Matki Bożej

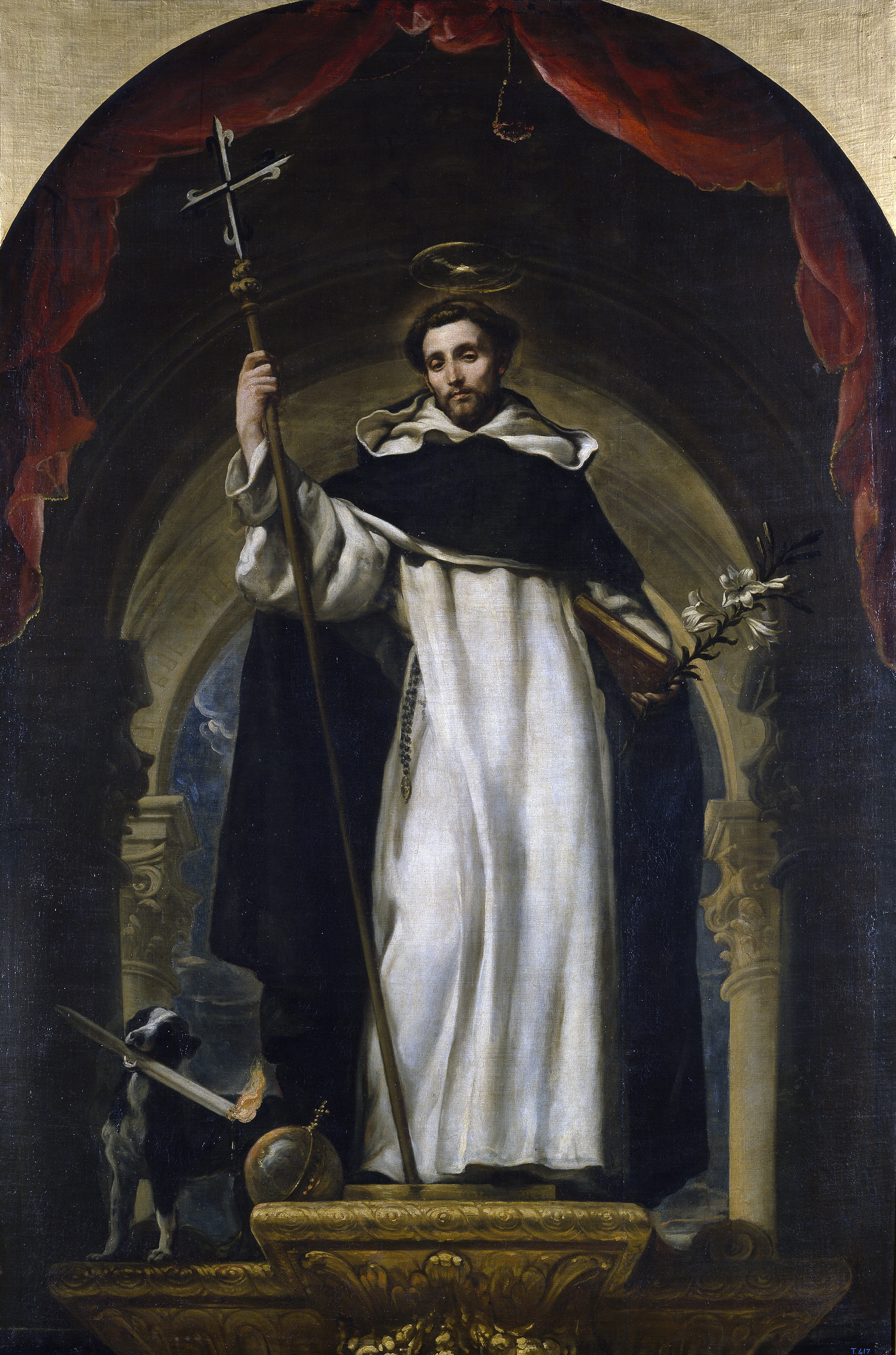
Św. Dominik z psem z pochodnią

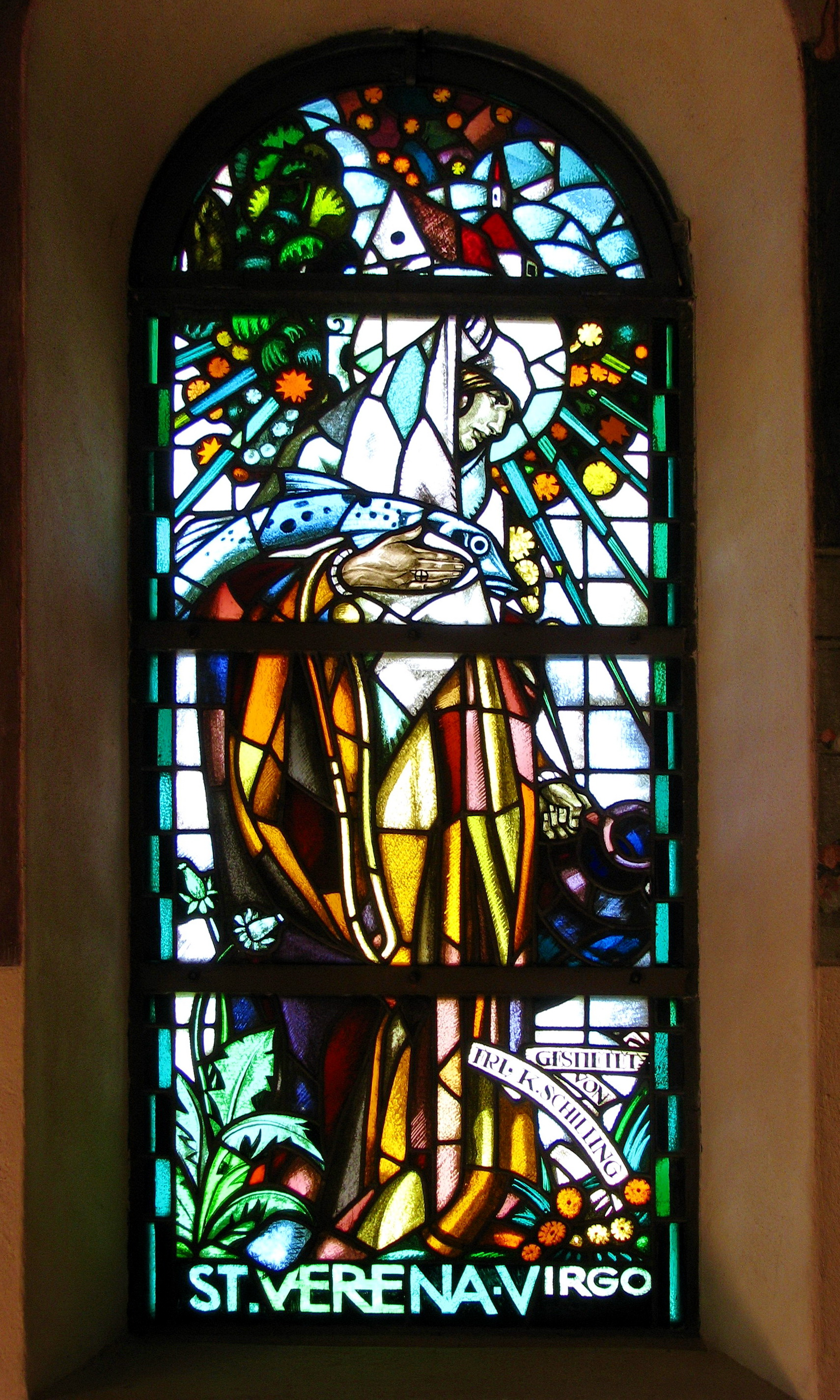
Św. Werena z rybą

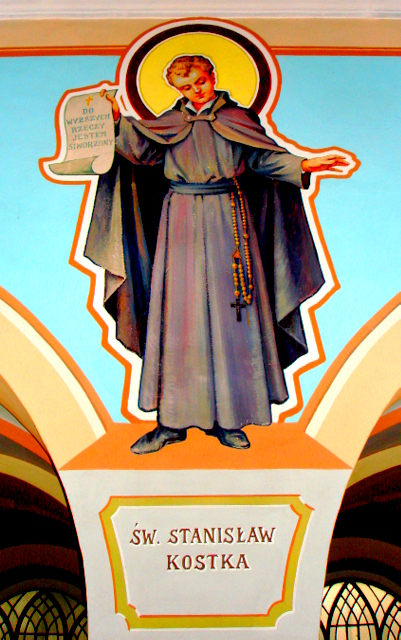
Św. Stanisław Kostka z różańcem

- obraz/ikona – Łukasz Ewangelista, Wincenty Pallotti
- oczy na księdze – Otylia z Hohenburga
  - oczy na tacy – Łucja z Syrakuz
- ogień – Antoni Pustelnik, Wincenty Ferreriusz
- organy – Cecylia
- ornat ofiarowany przez Maryję – Ildefons z Toledo
- orzeł – Jan Ewangelista
  - orły – Stanisław ze Szczepanowa
- osioł – Antoni Padewski
- owoce – Dorota, Elżbieta Węgierska

### P
- pajęczyna – Feliks z Noli
- paliusz – Karol Boromeusz, Felicjan z Foligno
- pawie pióro (symbol nieśmiertelności) – Barbara
- pielgrzymi strój i czapka – Roch
- piersi na tacy – Agata
- pierścień – Katarzyna ze Sieny
- piec
  - miniaturowy piecyk – Eulalia z Méridy
- pies – Rafał Archanioł, Benigny z Dijon, Małgorzata z Kortony
  - pies z chlebem w pysku – Roch
  - pies z pochodnią – Dominik
  - psy myśliwskie – Eustachy, Hubert
  - psy – Święty Marcin z Tours
- piła – Szymon Apostoł
- pióro do pisania – Ildefons z Toledo
- piuska – Wincenty à Paulo
- płaszcz – Wincenty à Paulo, Rajmund z Penyafortu
  - płaszcz rozcięty na połowy – Marcin z Tours
- pług – Izydor Oracz
- podkowa – Eligiusz
- pożar, płonący dom – Agata, Florian
- pszczoły – Ambroży z Mediolanu, Bernard z Clairvaux, Ryta z Cascii
- ptaki – Franciszek z Asyżu

### R
- rana na czole – Ryta z Cascii
  - rana na głowie – Piotr Męczennik
  - rana na udzie – Roch
- róg myśliwski – Hubert, Korneliusz
- róża – Ryta z Cascii
  - róże – Juan Diego
  - wieniec róż(any) – Róża z Limy, Maria Magdalena, Trudpert z Münstertalu, Rozalia z Palermo
- różaniec – Dominik, Franciszek z Paoli, Stanisław Kostka, Zyta z Lukki, Karolina Kózka
- rudzik – Mungo z Glasgow
- ruszt – Wincenty z Saragossy
- ryba (również Ichthys), ryby – Andrzej Apostoł, Bogumił z Dobrowa, Archanioł Rafał, Zenon z Werony, Werena z Zurzach
  - ryba z kluczem – Benon z Miśni
  - ryba z pierścieńem – Mungo z Glasgow

### S
- sakiewka – Mateusz Ewangelista
- schody – Aleksy
- serce – Kajetan z Thieny

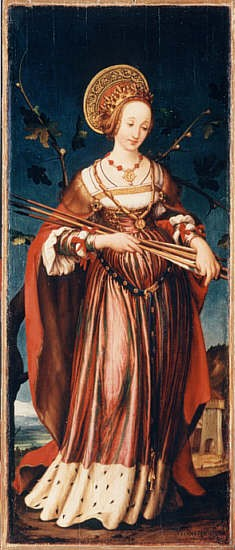
Św. Urszula z Kolonii ze strzałami

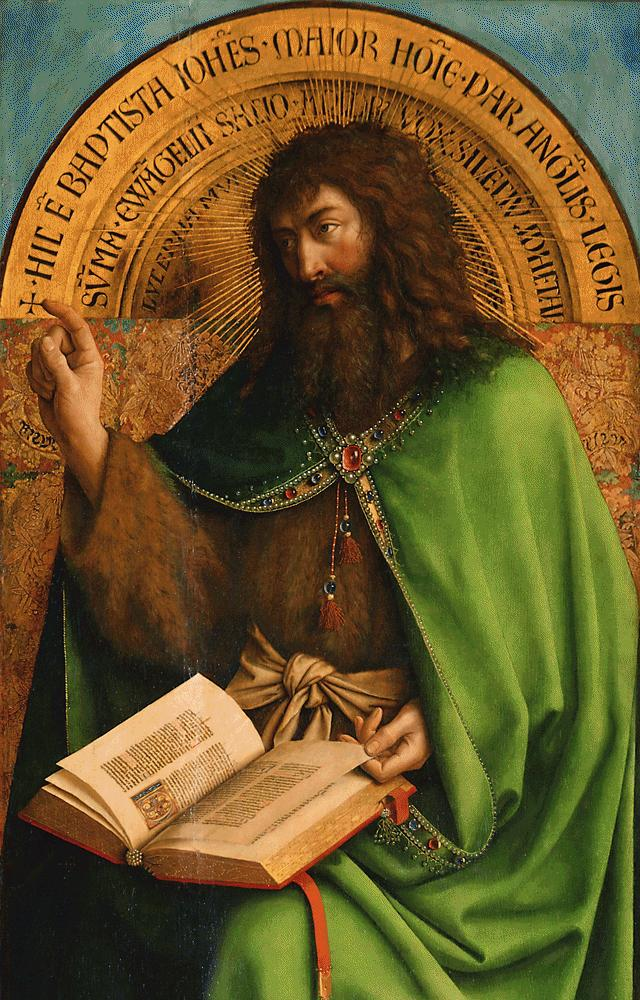
Św. Jan Chrzciciel w wielbłądziej skórze

  - serce z krzyżem – Ignacy Loyola, Katarzyna ze Sieny
  - serce gorejące – Augustyn z Hippony, Franciszek Ksawery
  - serce krwawiące – Augustyn z Hippony
  - serce przeszyte strzałą – Augustyn z Hippony, Teresa z Ávili
  - serce uskrzydlone – Kajetan z Thieny
  - serce zranione – Ignacy Antiocheński
- sieć – Andrzej Apostoł, Piotr Apostoł
- siekiera – Maciej Apostoł, Piotr Męczennik
- sierp – Izydor Oracz
- sito – Benedykt z Nursji
- skała – Nonnos z Monte Soracte
- skrzydła – Wincenty Ferreriusz
- słońce na piersi – Tomasz z Akwinu
- obdarta skóra – Bartłomiej Apostoł
- skóra wielbłądzia – Jan Chrzciciel
- smok/diabeł – Jerzy, Justyna z Padwy, Małgorzata Antiocheńska, Marta z Betanii, Michał
- snop zboża – Izydor Oracz
- sokół – Bawo, Hubert
- statek – Mikołaj z Miry, Piotr González, Urszula z Kolonii
- ster statku – Erazm z Formii
- stos – Apolonia z Aleksandrii
- strzała – Idzi
  - strzały – Krystyna z Bolseny, Sebastian, Urszula z Kolonii
- stygmaty – Franciszek z Asyżu, Katarzyna ze Sieny, Łucja z Narni
- szable – Andrzej Bobola
- szczury – patrz: myszy
- szczypce – Agata, Dunstan z Canterbury
- szpadel – Maur
- sztaluga – Łukasz Ewangelista
- sztandar – Aleksander z Bergamo, Joanna d’Arc, Maurycy,
- sztylet/nóż – Justyna z Padwy, Łucja z Syrakuz
- szydło – Kryspin i Kryspinian

### Ś

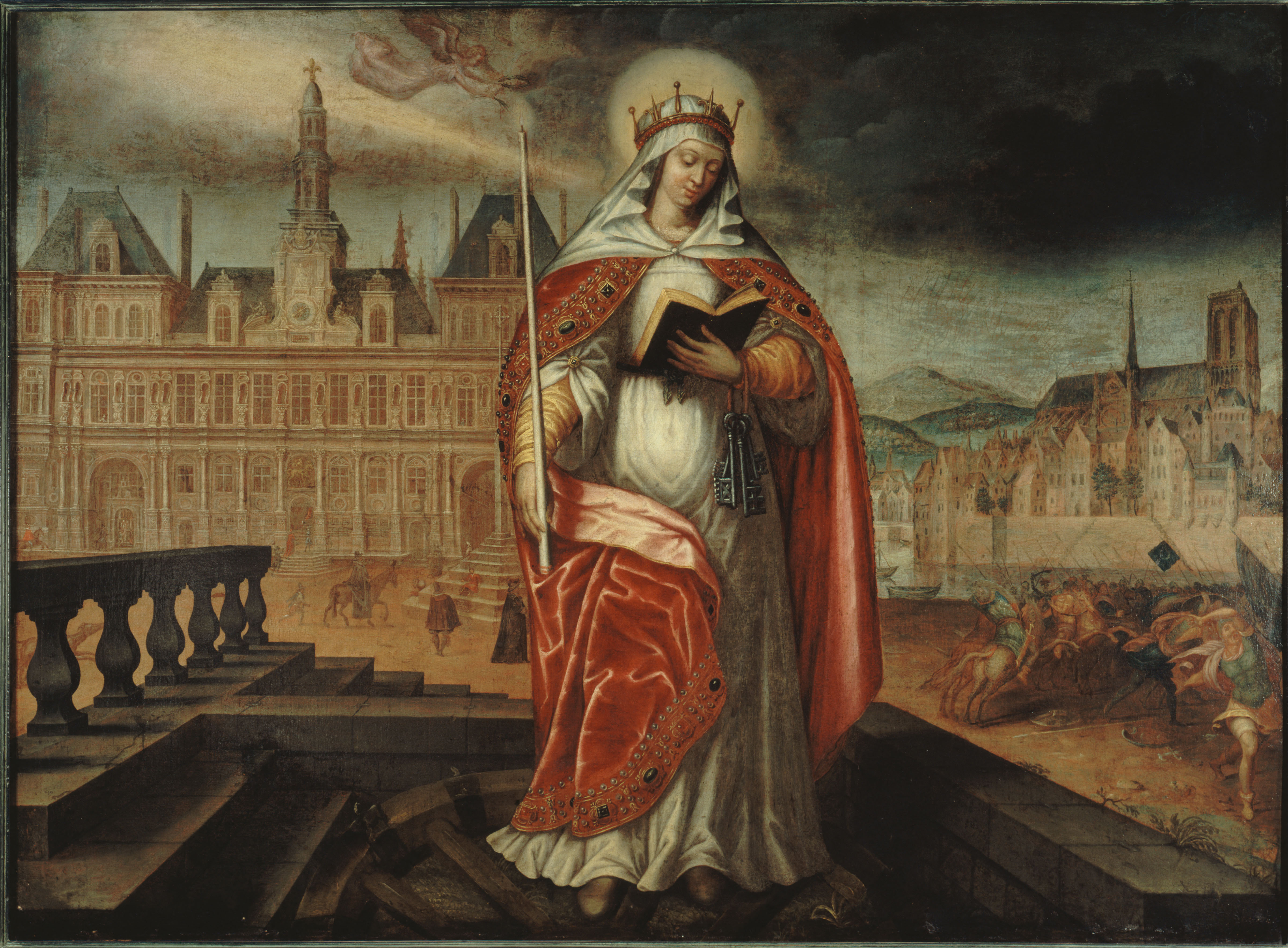
Św. Genowefa ze świecą

- świeca – Błażej z Sebasty, Genowefa z Paryża, Łucja z Syrakuz
  - skrzyżowane świece – Błażej z Sebasty
- świnia – Antoni Pustelnik

### T
- tarcza – Maurycy

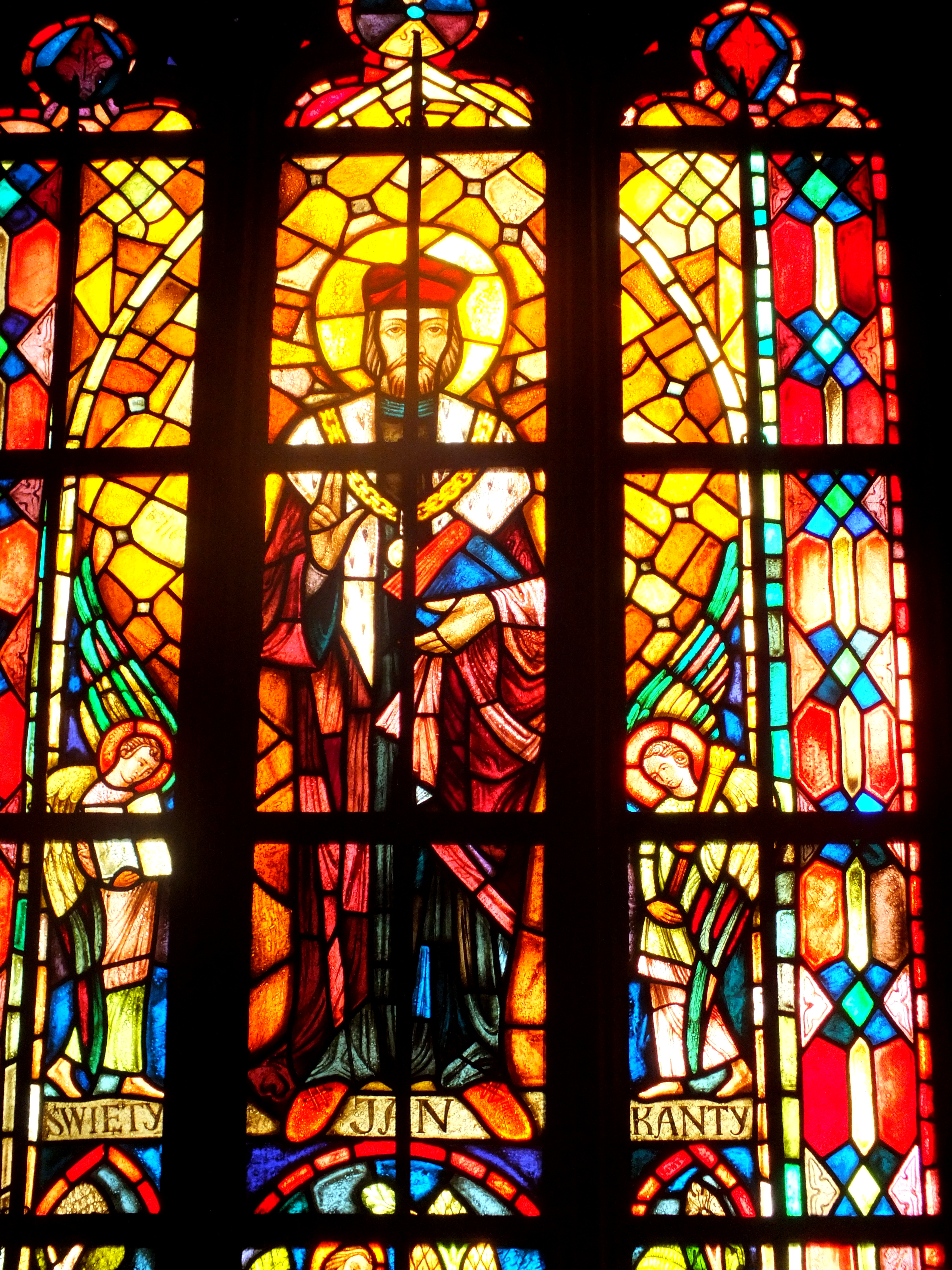
Św. Jan Kanty w todze profesorskiej

- tiara – Klemens Rzymski, Sylwester I
- toga profesorska – Jan Kanty
- topór – Olaf z Norwegii, Trudpert z Münstertalu, Wojciech
- torba pielgrzyma – Roch
- trąba, trąby – Hieronim, Wincenty Ferreriusz
- trumna – Franciszek Borgiasz, Łazarz z Betanii

### U

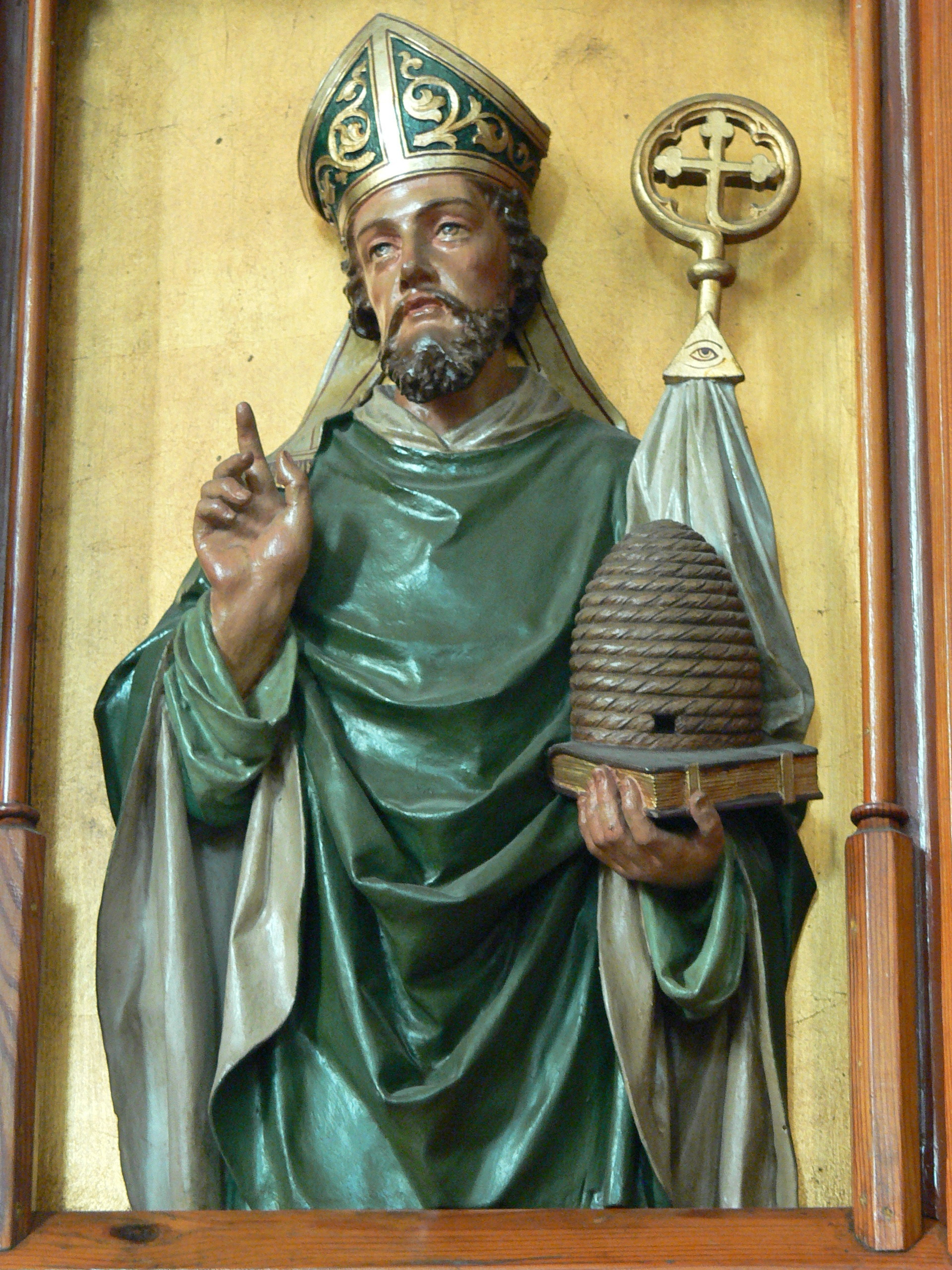
Św. Ambroży z ulem

- ul – Ambroży z Mediolanu, Bernard z Clairvaux

### W
- waga – Michał Archanioł
- wąż, węże – Pantaleon, święty Patryk, Tekla, zobacz też: kielich z wężem
- welon wdowy – święta Monika
- węgle rozżarzone – Piotr González
- wiadro – Marta z Betanii
- wielbłąd – Menas, zobacz też: skóra wielbłądzia
- wieniec różany → róża
- wieża – Barbara
- winogrona/winorośl – Franciszek z Asyżu, Medard
- wiosło – Wojciech
- długie włosy – Maria Magdalena
- włócznia – Jerzy, Maurycy, Michał Archanioł, Piotr od św. Józefa de Betancur
- wół – Lucjusz z Chur, Łukasz Ewangelista

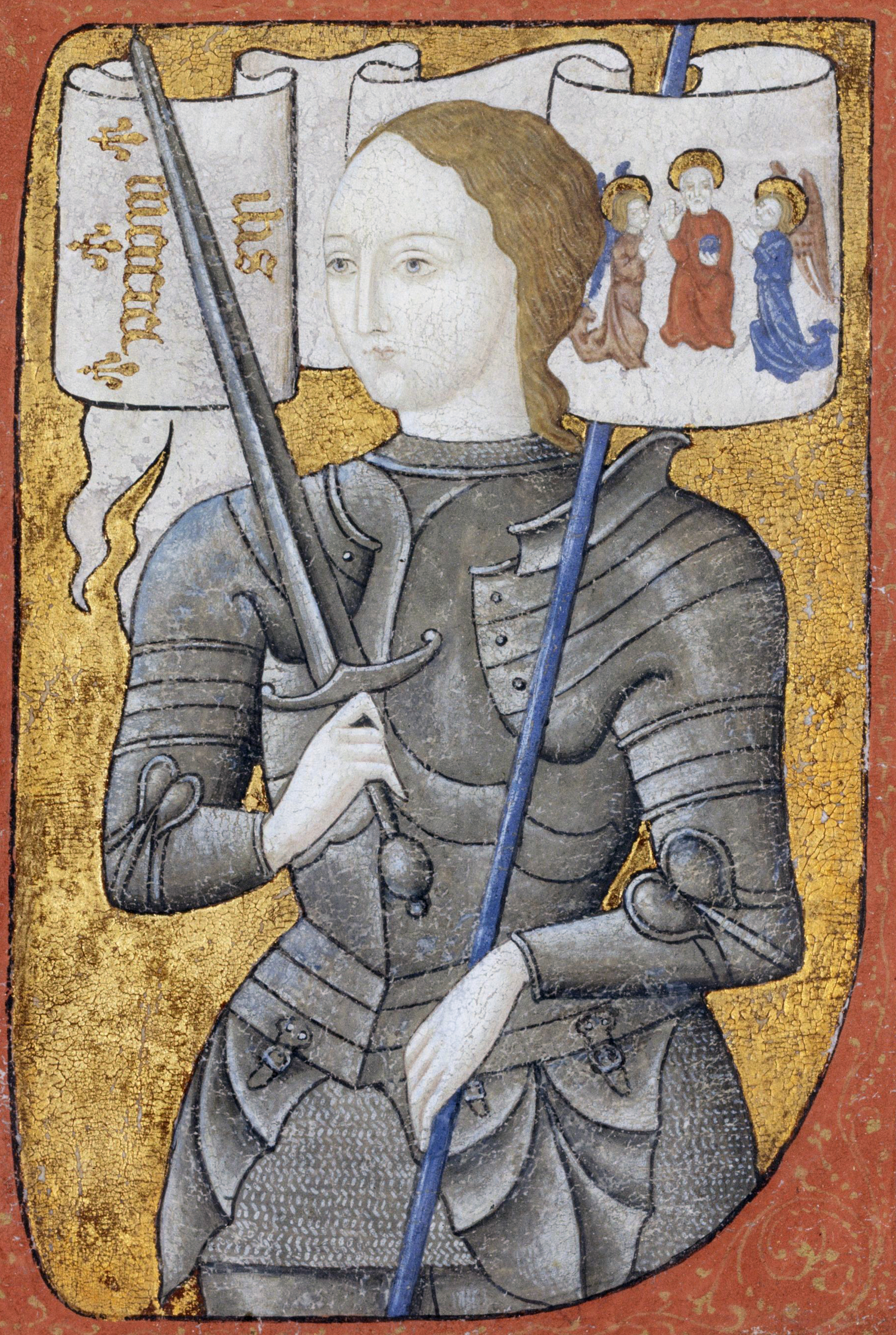
Św. Joanna d’Arc w zbroi

  - woły – Izydor Oracz

- wstążka niebieska – Laura Vicuña

### Z
- zając – Józef z Kupertynu, Maria Magdalena de’ Pazzi
- ząb – Apolonia z Aleksandrii
- zboże – Izydor Oracz
- zbroja – Joanna d’Arc, Florian, Maurycy, Ekspedyt
- zmarły/żebrzący Piotrowin – Stanisław ze Szczepanowa
- zwój – Iwo z Bretanii
  - zwój rozwinięty – Cyryl i Metody

### Ż
- żaba – Pirmin
- żebrak, żebracy – Elżbieta Węgierska, Święty Marcin z Tours

### Ź
- źródło – Franciszek z Asyżu, Maria z Nazaretu